# Amin al-Sultan Aga Muhammad Ibrahim
Amin al-Sultan Aga Muhammad Ibrahim (mort 1883/1884) fou un ministre a la cort de Nàssir-ad-Din Xah Qajar de Pèrsia i pare del primer ministre Ali Asghar Khan Amin al-Sultan. Era fill de Zal Khan un cristià convers segurament capturat a Geòrgia el 1795.
Va ocupar nombroses càrrecs a la cort i a l'administració i va arribar al seu màxim poder el 1882. El 1869/1870 va rebre el títol d'Amin al-Sultan; en els següents deu anys va exercir més de deu alts càrrecs dins i fora de la cort. El 1882 era el personatge més important de la cort però no va voler el càrrec de primer ministre. Al final de la seva vida havia estat en 74 càrrecs. Va morir el 1883/1884 de tuberculosi.